# Marjorie Estiano
Marjorie Estiano (n. 8 martie 1982, Curitiba, Brazilia) este o cântăreață și actriță braziliană.
E cunoscuta publicului român din serialele de succes Páginas da Vida (2006) și Caminho das Índias (2009).

## Biografie
Ea a început în televiziune ca un antagonist în Malhação (2004) în perioada cea mai de succes din serie. Marjorie Estiano a fost protagonistul timp stelare TV Globo, cu Duas Caras (2007). Ea a fost una dintre vedetele de miniseria Amor em Quatro Atos (2011). Marjorie a fost protagonistul a A Vida da Gente (2011) și Lado a Lado (2012). Ea acționează în teatru și cinema.
Ca și cântăreață, a înregistrat două albume si un DVD.

## Filmografie

### Televiziune

#### Telenovele
| An        | Titlu                                    | Rol                               | Note |
| --------- | ---------------------------------------- | --------------------------------- | ---- |
| 2003      | Malhação                                 | Fabiana                           |      |
| 2004–2006 | Malhação                                 | Natasha Ferreira                  |      |
| 2006      | Pages of Life (Páginas da Vida)          | Marina Martins de Andrade Rangel  |      |
| 2007      | Two Faces (Duas Caras)                   | Maria Paula Fonseca do Nascimento |      |
| 2009      | India: A Love Story (Caminho das Índias) | Tônia Cavinato Cadore             |      |
| 2011      | A Vida da Gente                          | Manuela Fonseca                   |      |
| 2012      | Lado a Lado                              | Laura Assunção                    |      |
| 2014      | Império                                  | Cora dos Anjos                    |      |

#### Seriale
| An        | Titlu               | Rol              | Note                                     |
| --------- | ------------------- | ---------------- | ---------------------------------------- |
| 2005–2007 | A Turma do Didi     | Marjorie Estiano | 2 episoade                               |
| 2007      | Sob Nova Direção    | Nelly Li         | "A Dona da Voz" (sezonul 4, episodiș 11) |
| 2010      | S.O.S. Emergência   | Flávia Menezes   | Episodul "Na Saúde e Na Doença"          |
| 2011      | Amor em Quatro Atos | Letícia          | Episodul "Ela Faz Cinema"                |
| 2014      | Eu que amo tanto    | Angélica         | Episodul 3                               |

#### Prezentator
- 2011: Cine Conhecimento[25]

### Cinema
| An   | Titlu                         | Rol      |
| ---- | ----------------------------- | -------- |
| 2011 | Malu de Bicicleta             | Sueli    |
| 2013 | Time and the Wind             | Bibiana  |
| 2014 | Beatriz                       | Beatriz  |
| 2014 | Apneia                        | Giovanna |
| 2015 | Garoto                        | -        |
| 2015 | Aurora                        | -        |
| 2015 | Sob Pressão (preproducție)    | -        |
| 2015 | Todo Amor (preproducție)      | Dani     |
| 2015 | A Onda Maldita (preproducție) | Alice    |

## Teatru
| An          | Titlu                                                 | Rol              |
| ----------- | ----------------------------------------------------- | ---------------- |
| 1997 - 1998 | Lisístrata; A Raposa e as Uvas; Casa de Bernarda Alba | -                |
| 1999        | Clarice                                               | -                |
| 2000 - 2002 | O Palhaço Imaginador; Liberdade, Liberdade; Buchicho  | -                |
| 2002 - 2003 | Beijos, Escolhas e Bolhas de Sabão                    | Tati             |
| 2003        | Bárbara não lhe Adora                                 | Bárbara Cristina |
| 2009 - 2010 | Corte Seco                                            | Samantha         |
| 2011        | Inverno da Luz Vermelha                               | Christine        |
| 2012 -2013  | O Desaparecimento do Elefante                         | Atashi           |

## Discografie
Albume
- 2005:Marjorie Estiano[44]
- 2007:Flores, Amores e Blábláblá[45]
- 2014:Oito[46][47][48]

### DVD live
- 2005: Marjorie Estiano e Banda Ao Vivo[49]

### Videografie
| An   | Titlu            | Regizor        | featuring | Album                      |
| ---- | ---------------- | -------------- | --------- | -------------------------- |
| 2005 | Você Sempre Será | Afonso Poyart  | -         | Marjorie Estiano           |
| 2007 | Espirais         | Unknown        | -         | Flores, Amores e Blábláblá |
| 2007 | Tatuagem         | Bruno Murtinho | -         | Flores, Amores e Blábláblá |
| 2015 | Me Leva          | -              | -         | Oito                       |

## Turnee
- 2005-2006: Marjorie Estiano e Banda (Marjorie Estiano and Band)
- 2007-2008: Turnê Blablablá (Blablabla Tour)
- 2009-2010: Combinação Sobre Todas as Coisas (Combination Above All Things)
- 2013 - 2014: BB Covers[51]
- 2014: Oito[52]

## Premii

### Ca actriță
- 1999: Cea mai bună actriță în Festivalul de Teatru Lala Schneider, prin Clarisse[53]
- 2005: Cea mai bună actriță în IV Prêmio Jovem Brasileiro, prin Malhação (2004)[54]
- 2011: Cea mai buna actrita in rol secundar în Prêmio Quem, prin A Vida da Gente[55]
- Cel mai bun scena[56]
- 2012: Cea mai buna cuplu de ani (cu Thiago Fragoso) în Prêmio Noveleiros, prin Lado a Lado[57][58]
- 2013: Cea mai buna actrita in rol secundar în Prêmio Aplauso Brasil, prin O Desaparecimento do Elefante[55]

### Ca și cântăreață
- 2005: Melhores do Ano, cântec de ani[59]
- 2005: Trofeul Leão Lobo , cantareata Apocalipsa[60][61]
- 2005: Meus Prêmios Nick, cantareata Apocalipsa[62][63]
- 2005: DVD Gold, Marjorie Estiano e Banda[64][65]
- 2005: CD Platinum, Marjorie Estiano[66][67][68]
- 2006: Prêmio Multishow, cântăreață Apocalipsa[69]